# Az FC Bayern München 2012–2013-as szezonja
Az FC Bayern München 2012–2013-as szezonja felülmúlta az előző trófea nélküli évek várakozásait. Jupp Heynckes visszavonulása előtt végrehajtotta a triplázást, ami a Bayern Münchenen kívül csupán hat csapatnak sikerült Németországban. (A triplázás magába foglalja a Bundesliga, DFB Pokal, UEFA-bajnokok ligája sorozatok megnyerését.) Ezen nemes trófeák mellett sikerült elhódítani a 2012-es Szuperkupát is. A csapatkapitány Philipp Lahm, első számú helyettese a szintén Bayern München nevelésű Bastian Schweinsteiger. A szezon végén a kispadon Jupp Heynckest Pep Guardiola váltotta.

## Felkészülési időszak
2012–2013-as szezon előkészületi szakaszában jelentősen erősítettek. Érkezett: Mario Mandzukic, a Wolfsburg csatára, aki közel állt a 2012-es labdarúgó-Európa-bajnokság gólkirályi cím megnyeréséhez, Claudio Pizarro, a Werder Bremen csatára, a Bayern München egykori támadója és közkedvelt játékosa, Javi Martínez, az Athletic Bilbao középpályása, aki a Bundesligában rekordösszeget érő pénzért, 40 millió eurós kivásárlási ár ellenében jött, és Dante Bonfim Costa Santos, a Borussia Mönchengladbach védője.
A Bayern hatalmas elszántsággal vágott neki a végül történelmire alakuló 2012-2013-as szezonnak. Erre az elszántságra az a düh is szinonima lehet, vagy legalábbis kiváltó okként szolgált, ami az előző szezon ezüstérmek terén elért triplázásból fakad. Folyton egy kicsi hiányzott a trófea felé vezető úton, de hol egy elhibázott bajnokságbeli büntető, hol maga a Dortmund és a játékosok pihentetése a várva várt fináléra, hol pedig egy Didier Drogba nevű játékos volt az akadály ezeken az utakon. 2012 nyarán Christian Nerlinger sportigazgató helyére Matthias Sammer, egykori dortmundi és aranylabdás játékos került. Jupp Heynckes és Karl-Heinz Rummenigge az Európa-bajnokság és az új szezonra való felkészülés közötti pihenésre szánt időben is folyton telefonon keresztül tanácskoztak, miként kell visszatéríteni a sikerek útjára a müncheni alakulatot. Ebből a töprengésből származtak a játékosok leigazolása, és a németekre jellemző szigor, fegyelem és precizitás megtestesítője, Matthias Sammer sportigazgatói foglalkoztatása.
Augusztus 12-én saját stadionjában látta vendégül a 2012-es évben harmadik Németországbeli aranyérmére hajtó Borussia Dortmundot a Bayern a Szuperkupa keretein belül. A Bayern az előző szezonban igaz, hogy nem nyert sem bajnokságot, sem kupát, mert ezeket a Dortmund nyerte, de bajnoki másodikként résztvevője lehetett a tornának, ami nem örvend nagy presztízsnek Németországban. A jó kezdés ezúttal nem maradt el, 11 perc leforgása alatt 2-0 állt az Allianz Arena eredményjelzőjén. Az újonc Mario Mandzukic és a fiatal, de már rutinos Thomas Müller szerezték a találatokat a 6., illetve 11. játékpercben. A Dortmund Robert Lewandowski révén a 75. percben válaszolt, így módosítva a részeredményt 2-1-re, de a csapat fordítani már nem tudott. Így tehát a müncheniek dagadó önbizalommal és kis elégtétellel vágtak neki az előttük álló szezonnak a rivális Borussia Dortmund legyőzésével.

## Bundesliga
A bajnokságot nagyon korán, már a 28. forduló után megnyerték, miközben 26 rekordot döntött meg a Bayern a Bundesligában. Erőteljes, gyors támadójátékuk először az őszi bajnoki címhez, majd rekordidejű bajnoki győzelemhez vezetett. Az bajnokság őszi-téli felében elszenvedte egyetlen vereségét a Bayer 04 Leverkusennel szemben (1-2), és három alkalommal ért el döntetlent (mindhárom esetben 1-1-re végződtek a találkozók). A téli-tavaszi felében a bajnokságnak az előző évhez képest lassú játékkal kezdtek. A Dortmundra jellemző letámadó stratégiával ugrottak neki ellenfeleiknek, majd a passzjátékukat is felpörgették. Később néhány átadást követően képesek voltak az ellenfél kapuja előtt veszélyes helyzeteket kialakítani. A bajnokság második felében a Dortmund elleni 1-1-es döntetlennel záruló mérkőzésükön kívül mindegyiket megnyerték. A dortmundi szuperrangadóra nem utazott el többek között Bastian Schweinsteiger, Franck Ribéry, Arjen Robben. Ezen a találkozón mindkét csapat óvatosan játszott, nehogy megsérüljön egy játékosuk a Bajnokok-ligája döntőre. Végül 91 ponttal nyerték meg a pontvadászatot, 10 egységgel megjavítva a Dortmund előző szezonban 81 pontos rekordját. Mindemellett ligarekordként, 25 pontos előnnyel végzett a Bayern a bajnokságban a második Dortmund előtt.
Eredmények a bajnoki címért folytatott riválisok ellen:
Bayern München – Borussia Dortmund: 1-1, ill. 1-1
Bayern München – Schalke 04: 2-0, ill. 2-0
Bayern München – Bayer 04 Leverkusen: 1-2, ill. 2-1
Bayern München – Borussia Mönchengladbach: 1-1, ill. 4-3
| #   | Csapat                   | M  | GY | D  | V  | G+ – G– | GK  | P                                                       | Megjegyzések                               |
| --- | ------------------------ | -- | -- | -- | -- | ------- | --- | ------------------------------------------------------- | ------------------------------------------ |
| 1.  | Bayern München (B) (KGY) | 34 | 29 | 4  | 1  | 98–18   | +80 | 91                                                      | 2013–2014-es Bajnokok Ligája – csoportkör  |
| 2.  | Borussia Dortmund CV     | 34 | 19 | 9  | 6  | 81–42   | +39 | 66                                                      | 2013–2014-es Bajnokok Ligája – csoportkör  |
| 3.  | Bayer Leverkusen         | 34 | 19 | 8  | 7  | 65–39   | +26 | 65                                                      | 2013–2014-es Bajnokok Ligája – csoportkör  |
| 4.  | Schalke 04               | 34 | 16 | 7  | 11 | 58–50   | +8  | 55                                                      | 2013–2014-es Bajnokok Ligája – rájátszás   |
| 5.  | SC Freiburg              | 34 | 14 | 9  | 11 | 45–40   | +5  | 51                                                      | 2013–2014-es Európa-liga – rájátszás       |
| 6.  | Eintracht Frankfurt Ú    | 34 | 14 | 9  | 11 | 49–46   | +3  | 51                                                      | 2013–2014-es Európa-liga – 3. selejtezőkör |
| 7.  | Hamburger SV             | 34 | 14 | 6  | 14 | 42–53   | −11 | 48 \| rowspan="5" style="background-color: #fafafa;" \| |                                            |
| 8.  | Borussia Mönchengladbach | 34 | 12 | 11 | 11 | 45–49   | −4  | 47                                                      |                                            |
| 9.  | Hannover 96              | 34 | 13 | 6  | 15 | 60–62   | −2  | 45                                                      |                                            |
| 10. | 1. FC Nürnberg           | 34 | 11 | 11 | 12 | 39–47   | −8  | 44                                                      |                                            |
| 11. | VfL Wolfsburg            | 34 | 10 | 13 | 11 | 47–52   | −5  | 43                                                      |                                            |
| 12. | VfB Stuttgart            | 34 | 12 | 7  | 15 | 37–55   | −18 | 43                                                      | 2013–2014-es Európa-liga                   |
| 13. | 1. FSV Mainz 05          | 34 | 10 | 12 | 12 | 42–44   | −2  | 42 \| rowspan="3" style="background-color: #fafafa;" \| |                                            |
| 14. | Werder Bremen            | 34 | 8  | 10 | 16 | 50–66   | −16 | 34                                                      |                                            |
| 15. | FC Augsburg              | 34 | 8  | 9  | 17 | 33–51   | −18 | 33                                                      |                                            |
| 16. | 1899 Hoffenheim          | 34 | 8  | 7  | 19 | 42–67   | −25 | 31                                                      | Osztályozó                                 |
| 17. | Fortuna Düsseldorf Ú (K) | 34 | 7  | 9  | 18 | 39–57   | −18 | 30                                                      | 2. Fußball-Bundesliga                      |
| 18. | Greuther Fürth Ú (K)     | 34 | 4  | 9  | 21 | 26–60   | −34 | 21                                                      | 2. Fußball-Bundesliga                      |

Utolsó frissítés: 2013. május 18. 
Forrás: bundesliga.de (németül) 
A rangsorolás alapszabályai: 1. összpontszám, 2. egymás elleni eredmények összpontszáma, 3. gólkülönbség, 4. szerzett gólok száma.
(B): Bajnokcsapat, (K): Kieső csapat, (F): Feljutó csapat, (I): Kupainduló, (R): A rájátszás győztese, (KGY): Kupagyőztes

## UEFA Bajnokok-ligája
A BL-ben a Bayern csoportelsőként jutott tovább Valencia előtt, majd találkozott az Arsenallal. Londonban 3-1 arányban múlta felül az angol csapatot a Bayern, viszont Münchenben már más volt a helyzet. Ott az Arsenal nyert. Az összesített eredményt 3-3-ra modifikálva, ám végül a bajor alakulat jutott tovább több idegenben szerzett góllal. Elszenvedte szezonbeli 3. egyben utolsó vereségét a Rekordbajnok. A negyeddöntőben a Juventussal mérkőztek. A "zebrákat" oda-vissza 2-0-ra verték parádés játékkal, amely a gyors előrejátékban, remek labdamegtartásban és a példás fegyelmezettségben nyilvánult meg. Tulajdonképpen az egész szezonbeli teljesítményét is így lehet összegezni. Az elődöntőben az FC Barcelona lett az ellenfele a német alakulatnak. Meglepően könnyen gyűrte maga alá az addig legjobbnak elismert katalánokat, persze ez csak látszólag volt így, mert fizikálisan rendkívül meg kellett erőltetnie magát ahhoz a Bayernnek, hogy ne hagyjon ellenfele számára épkézláb helyzetet. Münchenben 4-0-ra , Barcelonában 3-0-ra győztek, így már 4 éven belül harmadjára játszott a legrangosabb európai kupasorozat döntőjében. A rivális Borussia Dortmund ellen vívtak élet-halál párbajt a Bajnokok Ligája döntőjében. Az első 20 perc Dortmund ostromokat kivédekezték, elkezdett fáradni a Dortmund, legalábbis lankadt a támadójátékuk. Magához ragadta a kezdeményezést a Bayern és ezután ő dominált a finálé hátramaradt részében a Dortmundnak további kimondott helyzetet nem engedve. A 60. percben Mario Mandzukic rúgta a labdát a Dortmund hálójába Arjen Robben badását követően. Majd tizenegyesből egyenlít a Dortmund a 67. percben. Dante meggondolatlan szerelési kísérletében gyomorszájon térdelte a Marco Reus-t, ami büntetőt eredményezett a Dortmund javára. Egyenlítettek a "sárga-feketék" a 67. percben. A továbbiakban Roman Weidenfellert, a Dortmund kapusát többször is megtornáztatta a Bayern, Subotić a gólvonalról mentette Thomas Müller labdáját, de nem sikerült gólt szerezni a bajor csapatnak. Az idő telt. A 89. percben Franck Ribéry sarkazását követően Arjen Robben gurította el a labdát Roman Weidenfeller mellett a kapuba ezzel szerezve meg a győztes gólt. A Bayern München kétségkívül a legerősebb csapattá fejlődve ült fel Európa trónjára a Wembley stadionban.

## Német-kupa
Az első fordulóban az SSV Jahn Regensburg fogadta vendégül a Bayern Münchent otthonában, ahol a bajorok örülhettek a 4-0-ra megnyert mérkőzést követően. Október végén az 1. FC Kaiserslautern ellen léptek pályára. 4-0-os győzelmet arattak, ekkor hazai pályán. A 2012-es év utolsó DFB-Kupa-beli találkozót az FC Augsburg ellen vívták. 2-0-ra győzött a Bayern München, ám Franck Ribéryt kiállították, így összeszedett egy két mérkőzésre szóló eltiltást. Következő találkozójuk a Borussia Dortmund ellen volt pont a Bayern München 113. születésnapján. 1-0-ra győzött a Bayern München Arjen Robben mesés góljával. Az elődöntőben a Wolfsburggal állt szemben a Bayern. 6-1-es végeredménnyel utasította maga mögé ellenfelét Gomez vezetésével a bajor csapat. Gomez becserélését követően 9 perc alatt 3 gólt szerzett. A gólok 6 perc terjedelme alatt estek. Majdnem beállította az egykori Bayern játékos Carsten Jancker rekordját, aki mindezt 5 perc leforgása alatt tette meg. A döntőt szokás szerint a berlini Olympiastadionban rendezték meg. A VfB Stuttgart legyőzésével tudta a Bayern megvalósítani a történelmi triplázást. A döntőben a Bayern dominált, és nyert 3-2 arányban. A kupa gólkirálya Mario Gomez lett a maga 5 találatával.
2013. június 1-jén a Bayern edzője, Jupp Heynckes visszavonul a labdarúgástól. Mondhatni, a csúcson hagyta abba. Őt a Barcelona egykori sikeredzője, Pep Guardiola váltja a Bayern kispadján, akivel folytatni szeretnék ezt az idáig remekül alakuló 2013-as évet.

## Eredmények
A 2012-2013-as szezonban a Bayern München 4 trófeát gyűjtött be, végrehajtva a történelmi triplázást, ami mindezideig a Bayernen kívül 6 csapatnak sikerült.
| Bajnokság              | Eredmény |
| ---------------------- | -------- |
| 2012-es DFL-Szuperkupa | Győztes  |
| Bundesliga             | Bajnok   |
| UEFA-bajnokok ligája   | Győztes  |
| DFB Pokal              | Győztes  |

## Lásd még
- 2012–2013-as Bundesliga
- 2012–2013-as DFB-Pokal
- 2012–2013-as UEFA-bajnokok ligája
- 2012-es német labdarúgó-szuperkupa

## Külső hivatkozások
- Hivatalos honlap (angolul) (németül) (japánul) (kínaiul) (spanyolul)
- Játékoskeret (angolul)
- Mérkőzések (angolul)
- Statisztikák (angolul)